# 多形
化学、物質科学、材料科学において、多形（たけい、英: polymorphism）とは、ある化学物質が、同一の化学組成であるにもかかわらず、複数の異なる結晶形を取る現象のこと。同質異像（どうしついぞう）ともいう。多形は、医薬品、農薬、色素、染料、食品、爆薬などの有機化学・無機化学等の分野に関連して使われる用語である。

## 命名
多形を区別する為、以下のような命名が行われている。
- 米国や英国では低温相をα、高温相をβとするが、ドイツでは逆になる例が見られる。
- 数字でI、II、IIIと表示する。
- 転移温度から、quartz-573（α‐石英からβ石英への転移温度573℃から）とする
- 低温型石英（Low Quartz）、高温型石英（high quartz）と表示する

ポリタイプ
同じ構成単位をもったものの配列順序のみが異なるものをポリタイプと呼ぶ。原子の二次元的配列よりなる層状をなすものがほとんどで層を積み重ねてくゆく構造となる。各層で結晶性が異なるため、何層が何の結晶性を示すか表記する必要がある。
2層目が単斜晶系の多形であった場合、結晶性の頭文字からM : monoclinic（単斜晶系）から2Mと付ける。六方晶（hexagonal）なら2Hとなる。

## 例
多形性を示す物質がどのような結晶形をとるかは、結晶が生成するときの条件（温度、圧力、溶媒、生成速度など）に依存する。
炭素：グラファイト（石墨）とダイヤモンドは同じ化学組成（C 炭素のみより成る）だが、結晶系は、それぞれ六方晶系と等軸晶系と、異なる結晶形である。
二酸化ケイ素
温度によってα-石英― 573℃→β-石英― 870℃→ β‐トリディマイト― 1470℃→ β‐クリストバライト
圧力によって、コーサイト、スティショバイトなどがある
炭酸カルシウム：方解石（カルサイトとも呼ぶ、β-CaCO3 三方晶系）、アラゴナイト（λ-CaCO3 斜方晶系）、ヴァテライト（μ-CaCO3 六方晶系）
金属の例
二硫化鉄：黄鉄鉱 (等軸晶系)、白鉄鉱 (斜方晶系)
ポリタイプ
炭化ケイ素：α-SiC-1H、α-SiC-2M、β-SiC3H…
黒雲母：biotite-1T…

## 歴史
有機化学の分野で最初に多形の存在を確認したのは、1832年にベンズアミドの沸騰溶液を観察していたフリードリヒ・ヴェーラーとユストゥス・フォン・リービッヒらであった。冷却を始めると、すべすべした針状結晶として結晶化していたが、しばらくすると徐々に菱形結晶に変化していった。今日では、ベンズアミドの結晶は3種の多形を持つことが知られており、彼らが確認したのは斜方晶系から単斜晶系への変化であった。